# لانگرئو
یانگرئو/لانگرو دهستانی در استان آستوریاس اسپانیا است.
در این دهستان ۴۷٬۷۹۶ نفر زندگی می‌کنند. مساحت این دهستان ۸۲٫۴۶ کیلومتر مربع است.

## نگارخانه

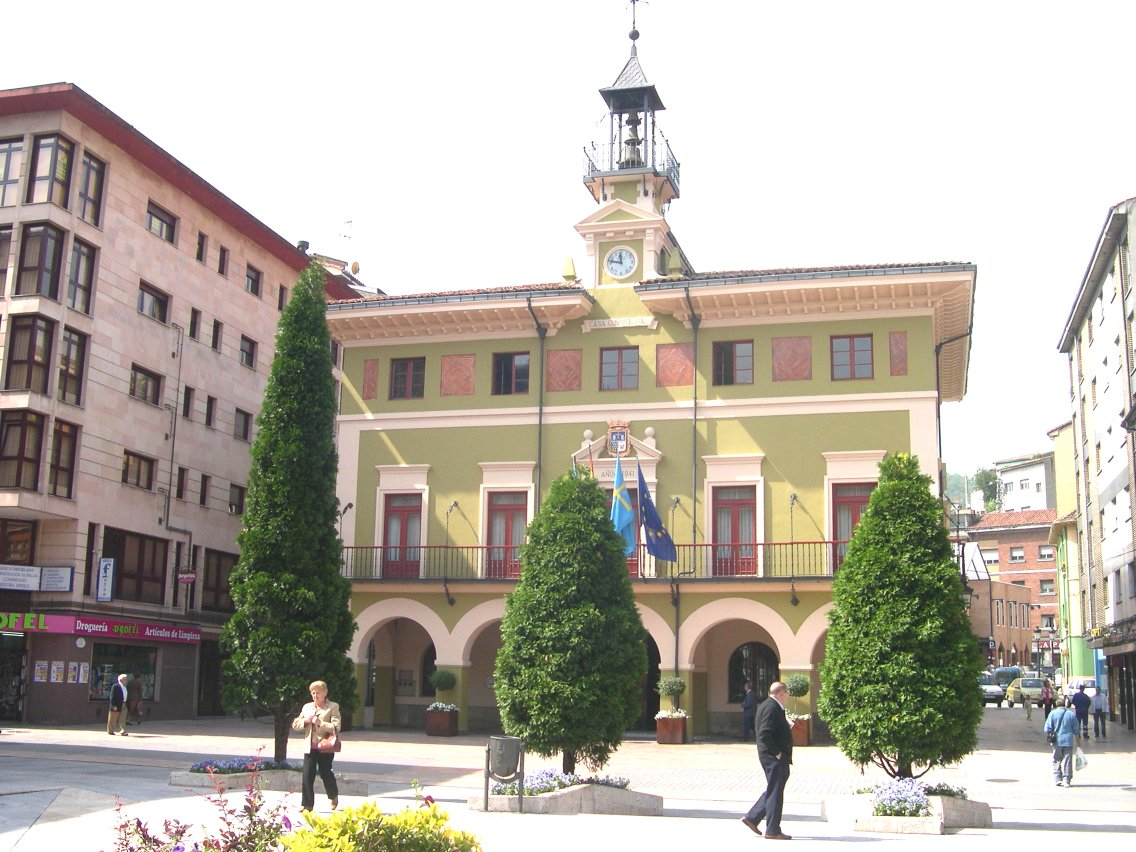
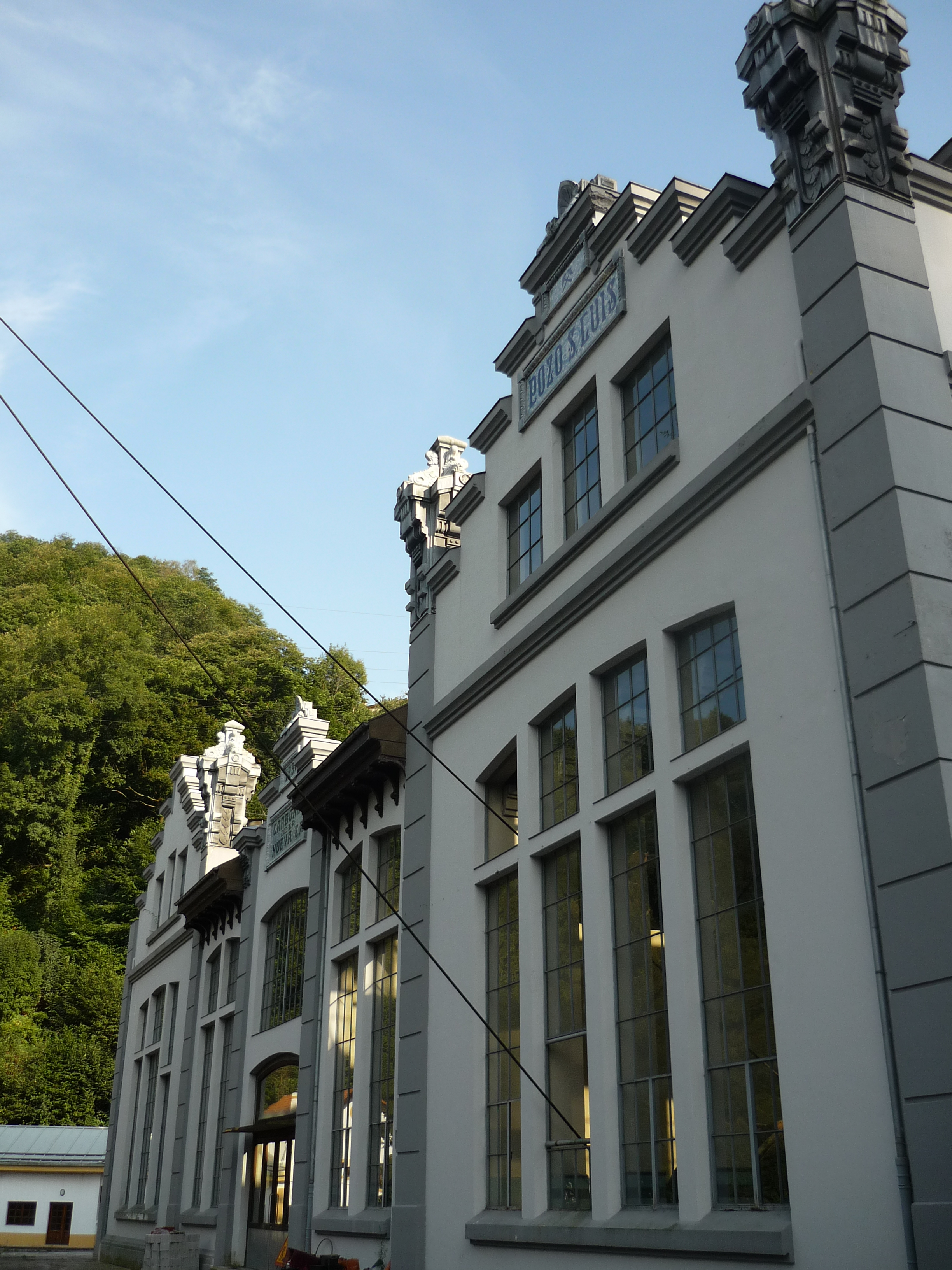
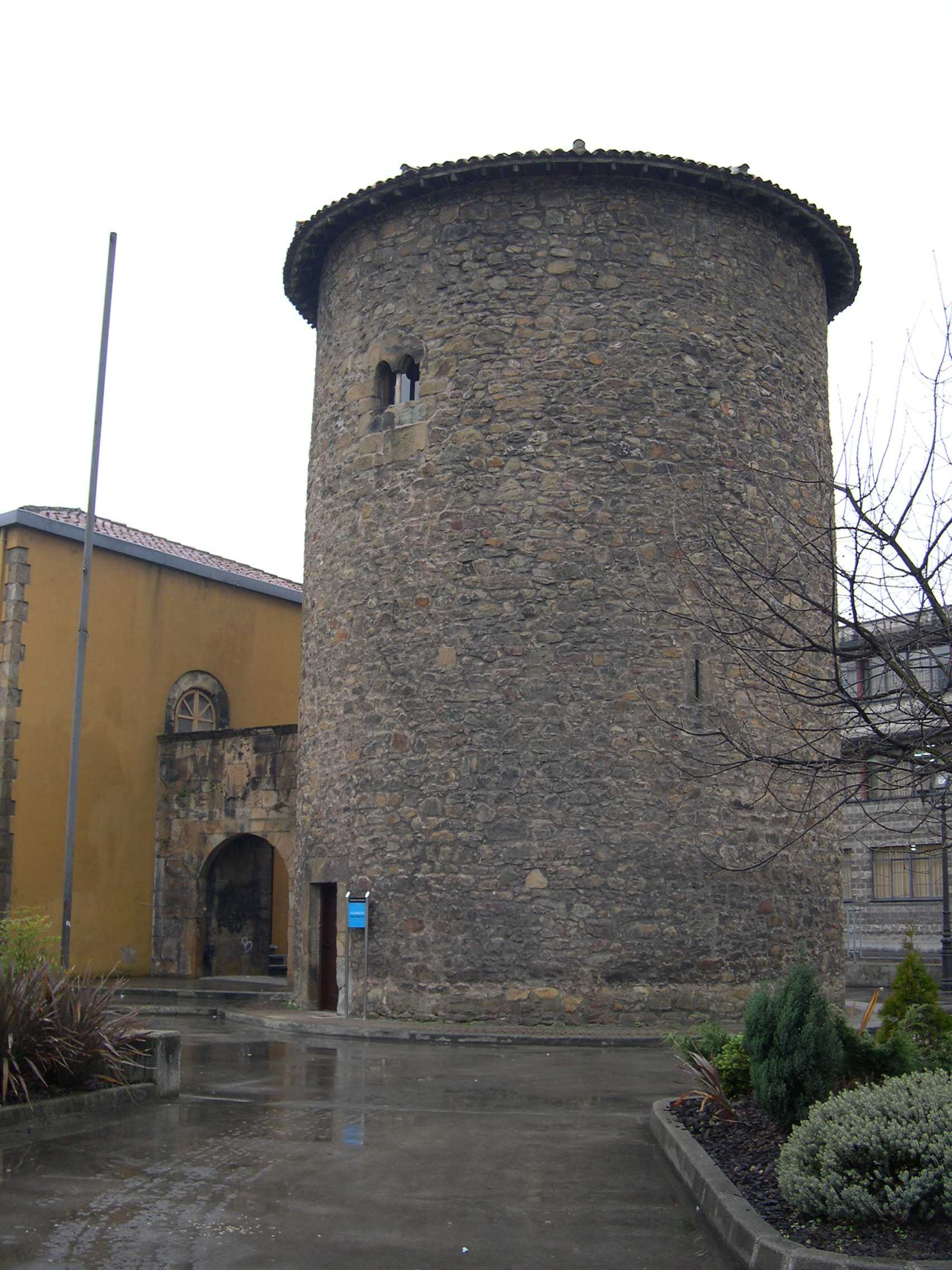
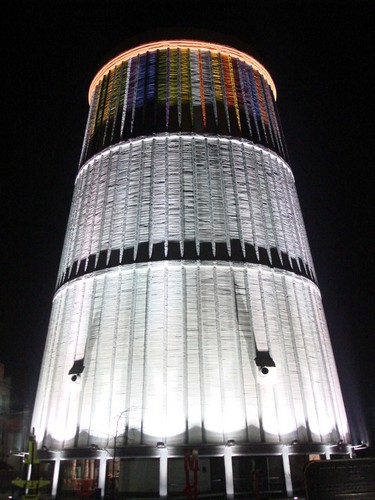
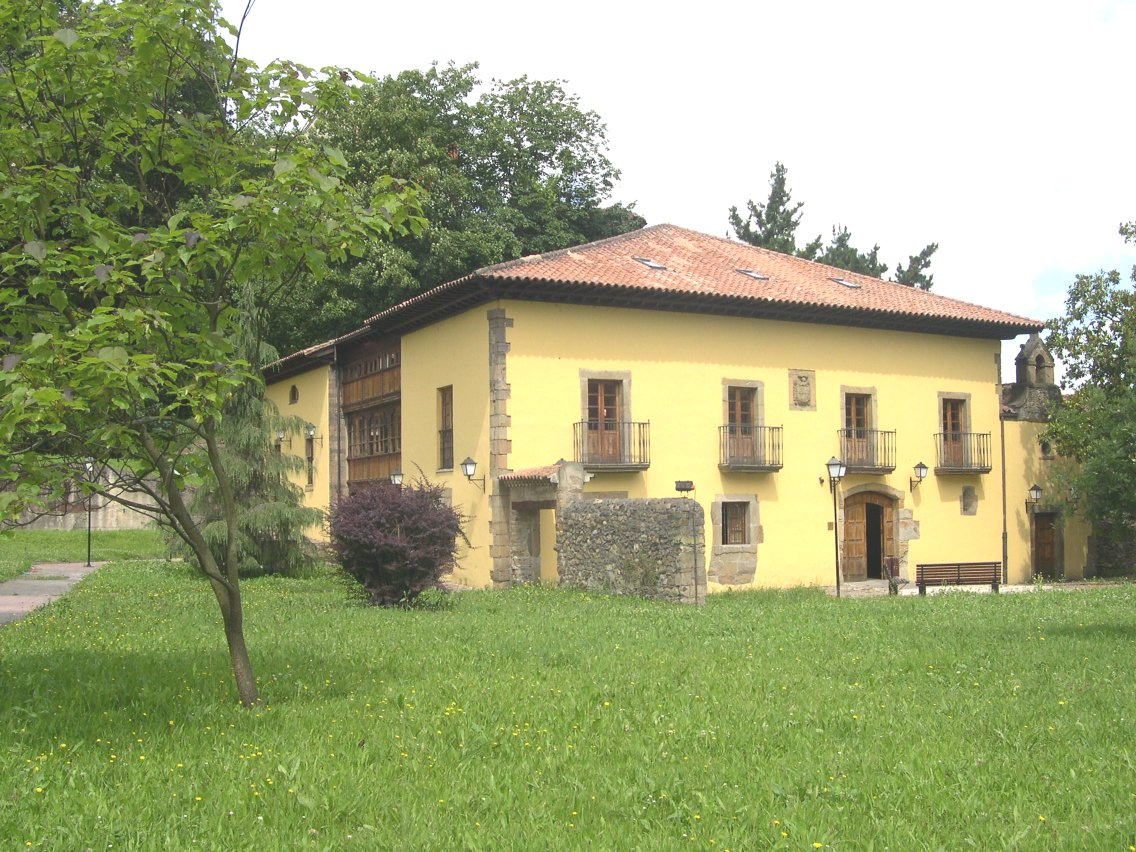